# Belchford
Belchford est un village et une paroisse civile du district de East Lindsey en Lincolnshire, Angleterre. Il est situé sur la rivière Waring dans les Wolds du Lincolnshire environ 6 km au nord de Horncastle à l'est de la route principale A153. La population en 2011 nombre 255.

## Histoire
Une voie romaine traversa le territoire de la paroisse.
Le village était probablement un centre local à l'époque des Vikings.
Aux temps de la réforme anglaise en 1536, le curé de Belchford est executé pour trahison, après avoir mené une rébellion contre le roi.

## Culture et traditions

### Belchford Downhill Challenge
Le Belchford Downhill Challenge se tient chaque année en septembre. Il s'agit d'une compétition pour les chariots à caisse à savon fonctionnant par gravité qui dévalent un parcours de 800 mètres sur une route publique fermée et escarpée à une vitesse qui peut atteindre 80 km/h. L'événement attire environ 50 équipes concurrentes de tout le Royaume-Uni et est combiné avec une foire artisanale et d'autres attractions pour les enfants. Les spectateurs sont généralement au nombre de 3 000 environ.

### La chasse du South Wold
La chasse du South Wold (South Wold Hunt) est basé près de Belchford. Elle est fondée en 1823 par l'honorable George Pelham (le frère cadet de Lord Yarborough). Au milieu des années 1850, la chasse a construit un chenil à Belchford. Pendant la Seconde Guerre mondiale, l'exécutif agricole a occupé le chenil et la meute a donc été temporairement divisé, les chiens étant hébergés à Aswardby à l'est et à Edlington Hall à l'ouest. La meute a été réunie lors de la saison 1948-49, lorsque les chiens sont retournés au chenil de Belchford, où ils se trouvent encore aujourd'hui. Les chiens courants de South Wold chassent tous les samedis et la plupart des mardis de la saison, sur un territoire varié qui comprend une partie des Wolds du Lincolnshire et des marais. Le terrain de chasse s'étend de l'hippodrome de Market Rasen au nord-ouest jusqu'à la côte à l'est. Woodhall Spa se trouve au sud-ouest du territoire de la chasse.

## Bâtiments et monuments

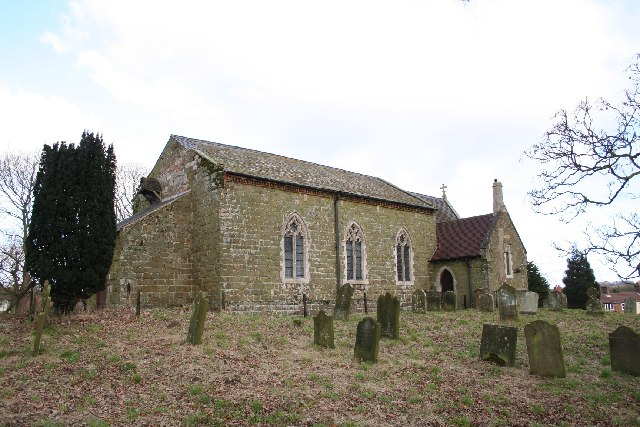
L'église

L'église Saint-Pierre-et-Saint-Paul est classée comme monument historique du grade II. Ses origines datent d'avant 1153, mais elle est reconstruite en 1781 et agrandie en 1859. Son font baptismal date du XVe siècle, l'autel et le retable du XIXe siècle.
Le pub du village est le Blue Bell Inn, qui dispose d'un restaurant.